# Random Encounters
Random Encounters ist eine seit 2011 produzierte Musical-Webserie, die durch die Zusammenarbeit von AJ Pinkerton und Peter Srinivasan entstand. Die Serie unterhält eine Partnerschaft mit Polaris von den Maker Studios und war zuvor Teil von IGN.
Die erste auf YouTube ausgestrahlte Episode war das Stück A Pikachu Song und wurde am 7. Juni des Jahres 2011 hochgeladen. Jede Episode enthält eine eigene Musicalnummer, die oft in Zusammenarbeit mit Live-Action-Schauspielern und Cosplayer, entstehen. Es werden Szenen nachgestellt oder Protagonisten aus verschiedensten Videospielen, wie etwa The Legend of Zelda oder Pokémon porträtiert. Die Idee eine Webserie zu gestalten entstand bereits im Jahr 2010, als das ein Parodie-Musical zu Sonic the Hedgehog einen Preis bei einem von Sega initiierten Wettbewerb gewinnen konnte.
Seit der Eröffnung eines Youtube-Kanals treten Pinkerton und Srinivasan mit ihren Stücken auf diversen Festivals und Conventions auf.

## Geschichte
Die Geschichte von Random Encounters geht auf das Jahr 2010 zurück als AJ Pinkerton und Peter Srinivasan mit Needlemouse: The Musical – basierend auf Sonic the Hedgehog – einen Beitrag für ein von dem Videospielhersteller Sega gestarteten Wettbewerb einreichten und diesen gewannen. SEGA fragte die beiden an, ihren Song auf dem Sonic Boom Community Event im Folgejahr vorzutragen. Durch diesen Auftritt wurde das erhöhte Interesse an derartige Stücke geweckt, sodass Pinkerton und Srinivasan beschlossen weitere auf Videospiele basierende kurze Musicalstücke zu schreiben und zu produzieren.
Am 7. Juni des Jahres 2011 wurde der offizielle YouTube-Kanal eingestellt und mit dem Stück A Pikachu Song die erste Videoproduktion veröffentlicht. In diversen Videos arbeiteten Pinkerton mit bekannten Webvideoproduzenten wie Markiplier und NateWantsToBattle zusammen.

## Stil
Im Gegensatz zu vielen anderen Spieleserien, zielen Random Encounters sowohl auf die junge als auch die erwachsene Zielgruppe. Ihre Lieder sind oft komisch und selbszensierend geschrieben, zum Beispiel durch das Ignorieren eines festen Reimschemas um Schimpfwörter und Flüche zu vermeiden. Kurzvideos, die über Videospiele oder Filme für Erwachsene handeln, beinhalten unbekümmerte Versionen der in den thematisierten Medien vorkommenden Charaktere anstatt ihre eigentlichen In-Game-Versionen.
Die Musik in ihren Stücken variiert stark, beinhalten typischerweise vergnügte Rhythmen und ein hohes Tempo. Manche Stücke sind stark an Originale gebunden, wie etwa Disneystücke oder Spielethemen. Der Humor ihrer Lieder sind von ihren Texten abgeleitet, die oft eine Referenz zu In-Game-Events, Memes oder der Popkultur bilden.

## Produktionen

### Basierend auf Videospiele
| Titel                                                                                              | Basiert auf                              | Anmerkungen                                     |
| -------------------------------------------------------------------------------------------------- | ---------------------------------------- | ----------------------------------------------- |
| Needlemouse: The Musical                                                                           | Sonic the Hedgehog                       | Gewinner eines von SEGA gestarteten Wettbewerbs |
| Singachu: A Pikachu Song                                                                           | Pokémon                                  | Erstes offizielles Video von Random Encounters  |
| The Legend of Ganondorf                                                                            | The Legend of Zelda                      |                                                 |
| The Big The Cat Song                                                                               | Sonic the Hedgehog                       |                                                 |
| Pac-Man: The Musical                                                                               | Pac-Man                                  |                                                 |
| Nicole: A Dead Space Song                                                                          | Dead Space                               |                                                 |
| Angry Birds the Musical: A Green Pig Song                                                          | Angry Birds                              |                                                 |
| Nothing is True                                                                                    | Assassin’s Creed                         |                                                 |
| O Meta Knight                                                                                      | Kirby                                    |                                                 |
| Little John                                                                                        | Mass Effect                              |                                                 |
| The Eggbot Bop                                                                                     | Sonic the Hedgehog                       |                                                 |
| Sega Bass Fishing of the Dead                                                                      | Sega Bass Fishing                        |                                                 |
| The Best We Can Be                                                                                 | Super Princess Peach                     |                                                 |
| One-Winged Office                                                                                  | Final Fantasy VII                        |                                                 |
| The Magikarp Song                                                                                  | Pokémon                                  |                                                 |
| Rhythm Thief: The Musical                                                                          | The Rhythm Thief                         |                                                 |
| Tetris: The Musical                                                                                | Tetris                                   |                                                 |
| The K. Rool Way                                                                                    | Donkey Kong                              |                                                 |
| Pikmin the Musical: Cuteness in Major Thirds                                                       | Pikmin                                   |                                                 |
| "MEDIC!" A Team Fortress 2 Song                                                                    | Team Fortress 2                          |                                                 |
| Ganon Claus                                                                                        | The Legend of Zelda                      |                                                 |
| We Wish You A Merry Creeper: A Minecraft Christmas Carol                                           | Minecraft                                |                                                 |
| Super Monkey Ball: The Musical                                                                     | Super Monkey Ball                        |                                                 |
| The Wario Rap                                                                                      | Wario                                    |                                                 |
| Companion Cube: A Portal Song                                                                      | Portal                                   |                                                 |
| The Eevee Song: A Pokémon Jazz Number                                                              | Pokémon                                  |                                                 |
| Don't Let Me Go: A Yoshi Song                                                                      | Yoshi                                    |                                                 |
| Minesweeper: The Musical                                                                           | Minesweeper                              |                                                 |
| Tricked By The Eggman: A Knuckles Rap                                                              | Sonic the Hedgehog                       |                                                 |
| Arkham Origins Rock Opera                                                                          | Arkham Origins                           |                                                 |
| Pokémon University                                                                                 | Pokémon                                  | mit NateWantsToBattle                           |
| Legends of Zelda: Tales of the Wind Waker                                                          | The Legend of Zelda: The Wind Waker      |                                                 |
| Dance of the Sugar Plum Clefairy                                                                   | Pokémon                                  |                                                 |
| The Flag Pole Song                                                                                 | Super Mario 3D World                     |                                                 |
| The Enderman Song                                                                                  | Minecraft                                |                                                 |
| The Power of Pong: A Star Wars Rap                                                                 | Pong                                     |                                                 |
| Phanto of the Mushroom Kingdom                                                                     | Super Mario Bros. 2                      |                                                 |
| My Date With Captain Falcon                                                                        | F-Zero-Serie                             |                                                 |
| Hyrule Warrior's Heart (The Legend of Zelda Parody Song)                                           | Hyrule Warriors                          |                                                 |
| Resident Enis and Resident Enis: Monster Gulch                                                     | Resident Evil                            |                                                 |
| Sonic Boom the Musical – A Sonic the Hedgehog Song                                                 | Sonic Boom: Rise of Lyric                |                                                 |
| Captain Toad: Treasure Tracker – The Musical                                                       | Captain Toad: Treasure Tracker           |                                                 |
| The Three Days of Clock Town: A Zelda Christmas Song (Majora's Mask 3DS Parody)                    | The Legend of Zelda: Majora’s Mask       |                                                 |
| The Zubat Song                                                                                     | Pokémon                                  | mit Zubatman von Dorkly                         |
| Cubone <3 Mudkip: A Pokemon Love Song                                                              | Pokémon                                  |                                                 |
| MEDICS DON'T HEAL SCOUTS! A Team Fortress 2 Song                                                   | Team Fortress 2                          |                                                 |
| StreetPass Love                                                                                    | StreetPass                               |                                                 |
| Paperboy The Musical                                                                               | Paperboy                                 |                                                 |
| The People of Smash Bros.                                                                          | Super Smash Bros. U                      |                                                 |
| Five Nights at Freddy's the Musical: Nights 1, 2, 3, 4, und 5, zusammen mit der "Complete Edition" | Five Nights at Freddy’s                  | Veröffentlichung teilweise bei Markiplier       |
| Octodad: The Musical                                                                               | Octodad                                  |                                                 |
| Bowser's Castle: A Super Mario Maker Song                                                          | Super Mario Maker                        |                                                 |
| A Slender Song: Lost in the Woods (Halloween Musical)                                              | Slender – The Eight Pages                |                                                 |
| The Vaults of Fallout                                                                              | Fallout 4                                |                                                 |
| Shovel Knight: A Christmas Carol                                                                   | Shovel Knight                            |                                                 |
| The Three Fates of Undertale                                                                       | Undertale                                |                                                 |
| Fran Bow: Finding Mr. Midnight                                                                     | Fran Bow                                 |                                                 |
| Senpai Notice Me: A Yandere Simulator Musical                                                      | Yandere Simulator                        |                                                 |
| Samus The Spaceman Cowboy (Animated Metroid Parody Song)                                           | Metroid-Serie                            |                                                 |
| GO GO, POKÉMON GO!                                                                                 | Pokémon Go                               |                                                 |
| Onix The Rock Snake                                                                                | Pokémon                                  |                                                 |
| Determined to the End: An Undertale Song                                                           | Undertale                                |                                                 |
| Team Full of Harmony: A Pokemon Go Musical                                                         | Pokémon Go                               |                                                 |
| Everything’s a Puzzle: A Professor Layton Song                                                     | Professor Layton                         |                                                 |
| Best Friends Forever: Song of the Slugs                                                            | /                                        | gesponsert von Best Friends Forever             |
| Five Nights at Freddy's Sister Location: Blood and Tears                                           | Five Nights at Freddy’s: Sister Location |                                                 |
| Alola Form For Me                                                                                  | Pokémon Sonne und Pokémon Mond           |                                                 |
| Tingle Bells                                                                                       | The Legend of Zelda                      |                                                 |
| Phoenix Wright the Musical: The Turnabout Encounter                                                | Phoenix Wright: Ace Attorney             |                                                 |
| HuniePop the Musical                                                                               | HuniePop                                 |                                                 |
| Hello Neighbor: What's In Your Basement                                                            | Hello Neigbor                            |                                                 |
| No More Mama: A Tattletail Song                                                                    | Tattletail                               |                                                 |
| ARMS of a Fighter (a Nintendo ARMS song)                                                           | ARMS                                     |                                                 |
| Bendy and the Ink Musical                                                                          | Bendy and the Ink Machine                |                                                 |
| Kindergarten: The Musical                                                                          | Kindergarten                             |                                                 |
| Papers Please: The Musical                                                                         | Papers, Please                           |                                                 |
| Friday The 13th: The Musical                                                                       | Friday the 13th: The Game                |                                                 |
| My Own Little Nightmare                                                                            | Little Nightmares                        |                                                 |
| Up on my Housetop: A Hello Neighbor Christmas Song                                                 | Hello Neighbor                           |                                                 |
| Don't Starve: The Musical                                                                          | Don’t Starve                             |                                                 |
| Just Monika: A DDLC Song                                                                           | Doki Doki Literature Club!               |                                                 |
| Cuphead the Musical                                                                                | Cuphead                                  |                                                 |

### Andere
| Titel                                    | Basiert auf                                          | Anmerkungen                                                                  |
| ---------------------------------------- | ---------------------------------------------------- | ---------------------------------------------------------------------------- |
| The Brony Song                           | My Little Pony – Freundschaft ist Magie              |                                                                              |
| This Isn’t A Car                         | The Dark Knight Rises                                |                                                                              |
| Why Not Wii U                            | Nintendo’s Spielekonsole Wii U                       |                                                                              |
| The Amiibo Song                          | Amiibo                                               |                                                                              |
| The Brony Song 2                         | My Little Pony – Freundschaft ist Magie              |                                                                              |
| Lolcats the Musical                      | Das Lolcat-Meme                                      |                                                                              |
| E3: The Musical                          | Die Spieleconvention Electronic Entertainment Expo   |                                                                              |
| The Console Wars Musical                 | Die Spielekonsolen Xbox One, Wii U und PlayStation 4 |                                                                              |
| Muffins the Musical: A Derpy Hooves Song | My Little Pony – Freundschaft ist Magie              |                                                                              |
| Godzilla the Musical                     | Godzilla                                             |                                                                              |
| Wario Wrecks E3                          | WarioWare-Serie                                      |                                                                              |
| How To Beat A Monkey At Chess            | /                                                    | Bei Markiplier veröffentlicht                                                |
| THE LEAVING HOME MUSICAL: A Moving Song  | /                                                    | Cover des Stücks Empty Chairs at Empty Tables aus dem Musical Les Misérables |

## Darsteller
Folgende Persönlichkeiten waren bereits bei Random Encounters zu sehen:
| - AJ Pinkerton - Peter Srinivasan - Nathan Morse - Casey Dwyer - Emily Brown - David King | - Anna Bartlet - Sara Bartlet - Mark Fischbach - Nathan Sharp - Xander Mobus - Sarah Williams | - Angi Viper - Matthew Patrick - Miss Bird - Gwen Saltzman - OR3O - Adriana Figueroa |

## Verbindungen zu Unternehmen

### SEGA
Nachdem das Stück Needlemouse: The Musical den von SEGA initiierten Sonic-Geburtstags-Wettbewerb gewonnen hatten, wurden Random Encounters vom Spieleprodezenten eingeladen, eine alternative Version des Stückes, in der die Chemie zwischen Modern Sonic und Classic Sonic hervorgehoben werden sollte, auf dem Sonic Boom 2011 zu präsentieren. Neun Monate später waren Random Encounters als Co-Produzenten eines Musical-Spieltrailers für den fiktiven Titel Sega Bass Fishing of the Dead, der als Teil von Segas Online-Aprilscherzen entstand. Eine dritte Zusammenarbeit kam für das Spiel Rhythm Thief & the Emperor's Treasure zustande.
Im August des Jahres 2012 gab das Random-Encounters-Team bekannt, erneut mit SEGA zusammenzuarbeiten und ein Video für das Spiel Super Monkey Ball zu produzieren.

### Nintendo
Im Jahr 2012 traten Random Encounters dem Nintendo Ambassador Programms bei. Das erste Video für das Unternehmen wurde für eine Bewerbung des Spiels The Legend of Zelda: The Wind Waker HD produziert. Im Juni 2014 wurden Random Encounters zusammen mit anderen Internetpersönlichkeiten, darunter Black Nerd Comedy, Lamarr Wilson und Smosh auf die Electronic Entertainment Expo geschickt. Um Nintento-Produktionen zu bewerben, schrieben Random Encounters ein Kurzmusical mit Wario, bei dem Charles Martinet einen Gastauftritt hat.
Im Jahr 2015 arbeitete Nintendo erneut mit Random Encounters zusammen. Für die Veröffentlichung des Franchise Splatoon organisierte das Kollektiv ein Multi-Cam-Lets-Play-Turnier. Auch wurde AJ eingeladen, auf dem Mess Fest das Spiel auf dem Santa Monica Pier zu bewerben.

### Disney
Im August des Jahres 2015 wurde durch einen Artikel auf Variety.com die Zusammenarbeit zwischen Random Encounters und Disney bekanntgegeben. Gemeinsam mit Disney XD wurde die Initiative Disney XD Maker gestartet, die darauf versiert ist, Videokonzepte zu finden und zu entwickeln, um Videos auf Youtube zu verlegen. Später gaben Random Encounters bekannt, dass Disney die Produktionskosten für ihr Video Resident Enis 2: Monster Gulch finanzieren würde. Das Video erschien Anfang Februar des Jahres 2016.